# Rusalka Planitia
Rusalka Planitia is een laagvlakte op de planeet Venus. Rusalka Planitia werd in 1982 genoemd naar Roesalka, een wezen (waternimf of watergeest) uit de Slavische mythologie.
De laagvlakte heeft een diameter van 3600 kilometer en bevindt zich in het zuidoosten van het gelijknamige quadrangle Rusalka Planitia (V-25), het zuidwesten van het quadrangle Atla Regio (V-26) en het noorden van de quadragles Diana Chasma (V-37) en Stanton (V-38). In de laagvlakte bevinden zich de bergen Muhongo Mons en Iseghey Mons en de inslagkrater Rowena.